# نانسی ام آماتو
نانسی ماری آماتو (به انگلیسی: Nancy M. Amato) دانشمند رایانه آمریکایی است که به دلیل تحقیقاتش در زمینه مبانی الگوریتمی برنامه‌ریزی حرکتی ، زیست‌شناسی محاسباتی ، هندسه محاسباتی و محاسبات موازی شناخته شده است. آماتو استاد مهندسی آبل بلیس و رئیس گروه علوم رایانه در دانشگاه ایلینوی اربانا-شمپین است. آماتو به خاطر مدیریتش در گسترش مشارکت در محاسبات مشهور است و در حال حاضر یکی از اعضای کمیته گسترش مشارکت در تحقیقات محاسباتی (که قبلاً CRA-W نامیده می‌شد) است که از سال ۲۰۰۰ عضو هیئت مدیره آن بوده است.

## تحصیلات
آماتو هر دو مدرک کارشناسی هنر در اقتصاد و مدرک کارشناسی علوم در علوم ریاضی را از دانشگاه استنفورد در سال ۱۹۸۶ دریافت کرد. او در سال ۱۹۸۸ مدرک کارشناسی ارشد علوم رایانه را از دانشگاه کالیفرنیا، برکلی، زیر نظر مشاور مانوئل بلوم دریافت کرد. در سال ۱۹۹۵، او دکترای علوم رایانه را از دانشگاه ایلینوی اربانا-شمپین زیر نظر مشاور فرانکو پی. پرپاراتا برای پایان‌نامه خود "الگوریتم‌های موازی برای بدنه‌های محدب و مسائل مجاورت" دریافت کرد.

## حرفه و تحقیقات
او در سال ۱۹۹۵ به عنوان استادیار به بخش علوم رایانه دانشگاه ای اند ام تگزاس پیوست. او در سال ۲۰۰۰ به دانشیار، در سال ۲۰۰۴ به استادی و در سال ۲۰۱۱ به استادی یونوکال ارتقا یافت. در ژوئیه ۲۰۱۸، آماتو به عنوان رئیس بعدی بخش علوم رایانه در دانشگاه ایلینوی اربانا-شمپین انتخاب شد که از ژانویه ۲۰۱۹ شروع بکار کرد.
آماتو از تحقیقاتش چندین نتیجه قابل توجه بدست آورد. مقاله او در مورد روش‌های نقشه راه احتمالی (PRMs) یکی از مهم ترین مقالات در مورد PRM است. این مقاله اولین نوع PRM را توصیف می کند که از نمونه‌برداری یکنواخت در فضای پیکربندی ربات استفاده نمی‌کند. او با یکی از شاگردانش مقاله‌ای اساسی نوشت که نشان می‌دهد چگونه روش PRM را می‌توان برای حرکات پروتئین و به ویژه تا کردن پروتئین به کار برد. این رویکرد حوزه تحقیقاتی جدیدی را در زیست‌شناسی محاسباتی باز کرده است.

## جوایز و افتخارات
- در سال ۲۰۱۸ توسط انجمن پیشبرد هوش مصنوعی به عنوان عضو انجمن انتخاب شد.[۵]
- در سال ۲۰۱۵ توسط انجمن ماشین‌های حسابگر به عنوان عضو انجمن انتخاب شد.[۶]
- در سال ۲۰۱۰، او به دلیل مشارکت در مبانی الگوریتمی برنامه‌ریزی حرکت در رباتیک و زیست‌شناسی محاسباتی، به عنوان عضو مؤسسه مهندسان برق و الکترونیک (IEEE) انتخاب شد.[۷]
- در سال ۲۰۱۴، جایزه الف. نیکو هابرمن از انجمن تحقیقات محاسباتی دریافت کرد.[۸]
- در سال ۲۰۱۳، عضو انجمن پیشبرد علوم آمریکا (AAAS) برای مشارکت در مبانی الگوریتمی برنامه‌ریزی حرکت، زیست‌شناسی محاسباتی، هندسه محاسباتی و محاسبات موازی شد.
- در سال ۲۰۱۳ جایزه هیولت پاکارد / هریت بی ریگاس.[۹]
- در سال ۲۰۱۲ عضو برجسته انجمن ماشین‌های حسابگر[۱۰]